# Filet maillant

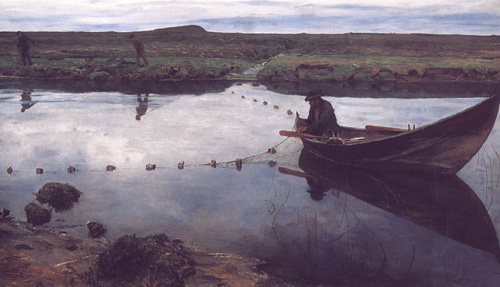
Peinture à l'huile de l'usage de filets maillant, The salmon fisher par Eilif Peterssen.

Un filet maillant est un filet de pêche commun utilisé dans la pêche commerciale et artisanale dans l'ensemble des océans et dans certains estuaires. Selon Murphy et Willis, les filets maillants sont :

« … des panneaux verticaux de filet normalement disposé en ligne droite. Le poisson peut être capturé par les filets maillants de quatre façons : 1. Coincé - détenu par le maillage autour du corps ; 2. Attrapé par les branchies - retenu par la maille se glissant derrière les opercules, ou 3. Emmêlé - tenu par des dents, épines, maxillaires, ou d'autres saillies du corps pénétrant dans la maille et entourer de mailles complètement libres mais pochés. Le plus souvent, les poissons sont retenus par les branchies. Un poisson nage dans un filet et traverse la maille en partie seulement. Quand il lutte pour se libérer, la maille s'entortille sur ses branchies et l'empêche de s'échapper.
Quant à la pêche aux filets droits ou aux filets trémail, ceux-là restent tout de même le métier le moins destructeur avec les lignes. Ne déformant pas les fonds marins déjà abîmés par les chaluts qui en revanche sont des filets traînés par des bateaux en surconsommation de carburants détruisant tout sur son passage. Le filet maillant trémail est très sélectif avec des prises accidentelles quasi rares ou inexistantes. »

— Murphy et Willis 1996

## Sources
- (en) Cet article est partiellement ou en totalité issu de l’article de Wikipédia en anglais intitulé « Gillnetting » (voir la liste des auteurs).